# Metal Machine Music
Pour les articles homonymes, voir MMM.
Albums de Lou Reed
Lou Reed Live
(1975) Coney Island Baby
(1975)
Metal Machine Music (parfois abrégé en MMM) est le cinquième album studio en solo de Lou Reed. Sorti en 1975 chez RCA Records sous la forme d'un double vinyle, il a été réédité en un seul CD par BMG en 1998, puis par Buddha Records en 2000.
L'album tout entier se compose de feedback de guitare joué à différentes vitesses, et ce pendant un peu plus d'une heure.
Les opinions sur cet album sont très diverses : il est parfois considéré comme une simple blague ou comme un disque réalisé dans le seul but d'honorer un contrat, mais on peut aussi y voir l'un des premiers exemples de rock bruitiste. Lou Reed lui-même affirme qu'il aimait vraiment cet album, et qu'il ne s'agissait donc ni d'un canular, ni d'un disque réalisé sous la contrainte.

## Un succès tardif
Aujourd'hui, Metal Machine Music voit une reconnaissance et une légitimisation tardive, utilisé comme fond sonore d'expositions de musées ou repris sous la forme d'albums hommage.
Ainsi, le groupe de noise norvégien Jazkamer a publié un album homonyme, tandis que le groupe de musique bruitiste japonais Merzbow a sorti un album Metal Acoustic Music en 1981 ; Ulrich Krieger a également retranscrit l'album pour le groupe Zeitkratzer,.

## Liste des titres
1. Metal Machine Music, Part 1 – 16:10
2. Metal Machine Music, Part 2 – 15:53
3. Metal Machine Music, Part 3 – 16:13
4. Metal Machine Music, Part 4 – 15:55